# Natalija Lesjtjyk
Natalija Lesjtjyk (vitryska: Наталия Валерьевна Лещик), född den 25 juli 1995 i Minsk, Vitryssland, är en vitrysk gymnast.
Hon var med och tog OS-silver i trupp i rytmisk gymnastik i samband med de olympiska gymnastiktävlingarna 2012 i London.